# Neenoã
Neenoã (Miriti, Miriti-Tapuia, Miriti Tapuyo, Neenoá), pleme američkih Indijanaca iz brazilske države Amazonas naseljeno među Tukano Indijancima u području Pari-Cachoeira i Taracua. Ovo pleme, sudeći prema imenu, kao ni plemena Kurauá-tapuyo (Yohoroá) i Uíua-tapuyo, nisu tucano-porijekla, a njihov jezik miriti činio je posebnu skupinu unutar porodice tucanoan. Naziv  'tapuyo'  označava stranca ili neprijatelja. Njihov jezik je izumro a danas govore jezikom tucano. Etnička populacija iznosi 55 (1995 AMTB).